# Haimbachia subterminalis
Haimbachia subterminalis é uma espécie de mariposa pertencente à família Crambidae. Foi descrita pela primeira vez por Hampson em 1919.  Pode-se encontrar no Uganda.